# وردا (کنتاکی)
وردا، کنتاکی (به انگلیسی: Verda, Kentucky) یک منطقهٔ مسکونی در ایالات متحده آمریکا است که در شهرستان هارلن، کنتاکی واقع شده‌است.

## خصوصیات
وردا ۴۱۲٫۰۹ متر بالاتر از سطح دریا واقع شده‌است.